# St George's Hospital
Le St George's Hospital est un centre hospitalier situé à Londres, dans le quartier de Tooting, en Angleterre qui a été fondé en 1733. Le St George's Hospital est un des plus grands centres hospitaliers universitaires du Royaume-Uni. Il partage son implantation principale sur le site de Tooting avec l'université Saint George de Londres qui forme le personnel du NHS et participe à la recherche médicale.